# Мезерницкий, Мстислав Владимирович
Мстислав Владимирович Мезерницкий (1895—1937) — участник Белого движения на Юге России, командир 8-го кавалерийского полка Русской армии, полковник.

## Биография
Из дворян. Сын подполковника в отставке Владимира Семёновича Мезерницкого.
Среднее образование получил в Санкт-Петербургском 1-м реальном училище, шестиклассный курс которого окончил в 1912 году.
С началом Первой мировой войны поступил во Владимирское военное училище, по окончании ускоренного курса которого 1 сентября 1915 года был произведён в прапорщики с зачислением по армейской пехоте. Произведён в подпоручики 8 августа 1916 года, переведён в лейб-гвардии Волынский полк 6 сентября того же года. Произведён в поручики 12 мая 1917 года, в штабс-капитаны — 1 августа того же года. Был командиром роты. В октябре 1917 года участвовал в боях с большевиками в Петрограде.
4 ноября 1917 прибыл в Новочеркасск, где вступил в Алексеевскую организацию. При взятии Ростова командовал 2-й кадетской ротой Юнкерского батальона, одной из первых частей Добровольческой армии. Участвовал в 1-м Кубанском походе в Корниловском ударном полку. Затем был командирован на Северный Кавказ для создания подпольных офицерских организаций. В июле 1918 года участвовал во взятии Ставрополя, затем был командиром 6-го Кубанского пластунского батальона, партизанского отряда и, наконец, конного дивизиона. Весной 1919 года — есаул Кубанского казачьего войска, позднее переименован в капитаны. В октябре 1919 — начале 1920 года был начальником конвоя командира 3-го армейского корпуса ВСЮР генерала Слащева. Весной 1920 года был произведён в полковники и назначен командиром 8-го кавалерийского полка, в каковой должности оставался до эвакуации Крыма. Награждён орденом Св. Николая Чудотворца
За то, что в бою 25 мая 1920 года под дер. Давыдовкой лихой конной атакой, во главе двух эскадронов своего полка, опрокинул конницу противника, чем помог нашей пехоте занять названную деревню. В бою 26 мая под с. Акимовка конной атакой опрокинул пехоту противника при чём захватил 700 пленных и несколько пулеметов.
В 1921 году прибыл в Советскую Россию из Константинополя с генералом Слащевым. С 1922 года был секретным сотрудником контрразведывательного отдела ОГПУ, с 1924 года участвовал в операции «Трест». После 1931 года служил в особом отделе полномочного представительства ОГПУ Восточно-Сибирского края, выезжал в спецкомандировки в Монголию и Китай. Был инструктором вневедомственной милиции в Монголии.
Арестован 15 июня 1937 года в Улан-Баторе и, в особом порядке, приговорён к ВМН. Расстрелян 21 августа 1937 года в Москве. Прах захоронен на Новом Донском кладбище.
В 1920-е годы Мезерницкий, по заданию советского руководства, написал воспоминания, которые сохранились в фондах РГВА и были частично опубликованы в журнале «Кадетская перекличка» в 1996 году. Полностью опубликованы в 2021 г. в приложении к монографии А.В. Ганина "Белый генерал и красный военспец Яков Слащев-Крымский".